# Шмейль, Отто
Отто Шмейль (Otto Schmeil) — немецкий зоолог.

## Биография
Родился в 1860 году. Изучал естественные науки в Галле, где в то же время был преподавателем. Получил докторскую степень в Лейпциге. В 1884 году назначен ректором реальной гимназии в Магдебурге. Исследования Шмейля касаются преимущественно естественной истории веслоногих ракообразных. Кроме этого, он составил учебники зоологии и ботаники, причём имел в виду преобразование преподавания естественных наук в школах в биологическом направлении. Шмейль состоял редактором журнала «Natur und Schule» (Лейпциг).

## Труды
- «Deutschlands freilebende Süsswasser-Copepoden» (3 тома, Штутгарт, 1892—96);
- «Ueber die Reformbestrebungen auf dem Gebiete des naturwissenschaftlichen Unterrichts» (там же, 1897; 4-е изд., 1900);
- «Copepoda Gymnoplea» (в известном сочинении «Das Tierreich», вместе с Гисбрехтом, Берлин, 1898);
- «Lehrbuch der Zoologie für höhere Lehranstalten etc.» (Штутгарт, 1899; 6-е изд., 1902; сокращенное издание этого учебника появилось под заглавием «Leitfaden der Zoologie» и переведено на русский язык);
- «Lehrbuch der Botanik für höhere Lehranstalten etc.» (там же, 1902).